# Schlei

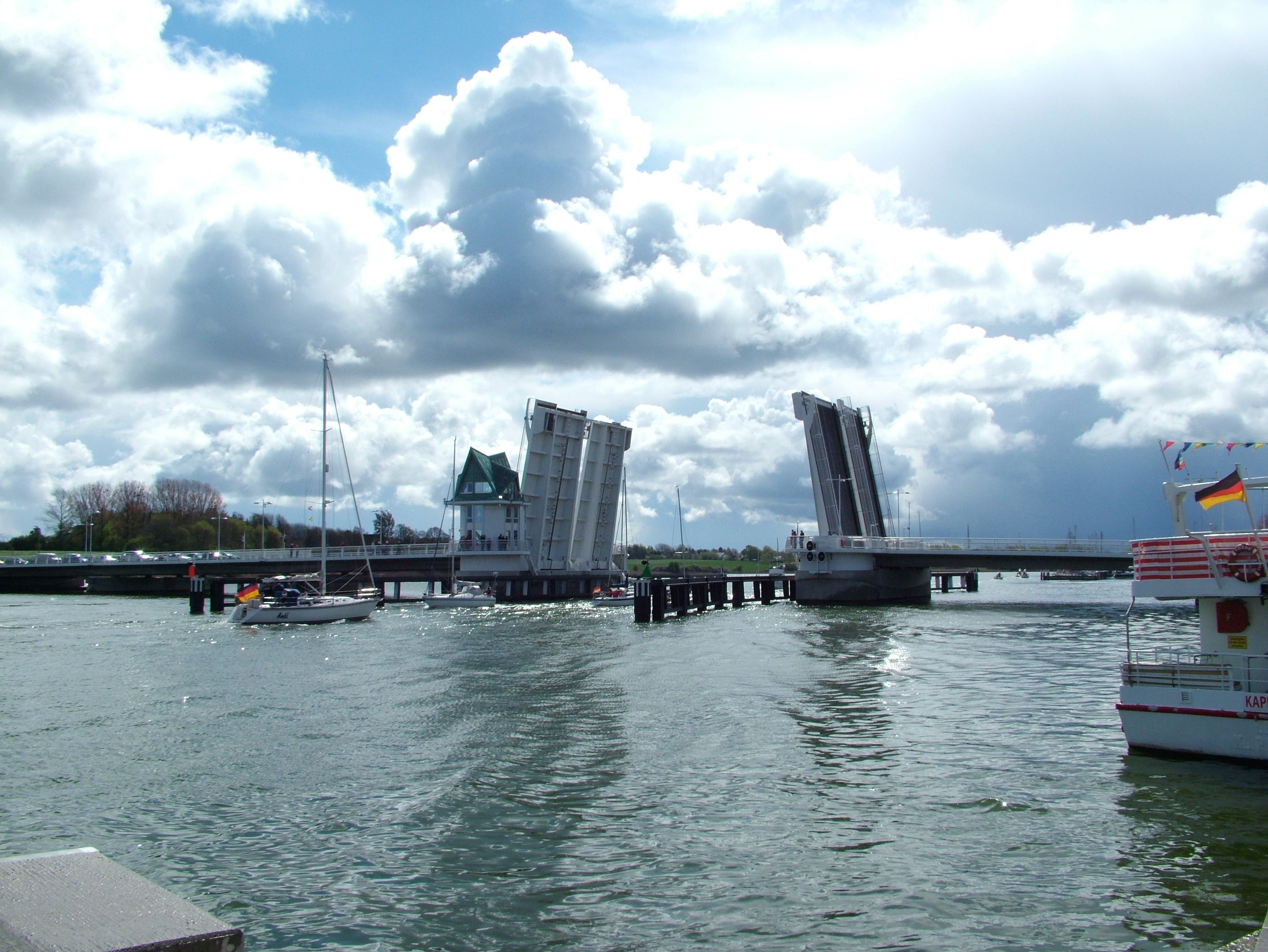
Schlei perto de Kappeln

Schlei (em dinamarquês:  Slien) é uma entrada estreita do Mar Báltico em Eslésvico-Holsácia, no norte da Alemanha. Estende-se por aproximadamente 20 milhas do Báltico próximo de Kappeln e Arnis até a cidade de Eslésvico. Junto de Schlei estão muitas baías e pântanos pequenos. O importante assentamento viquingue de Hedeby estava localizado na ponta do fiorde, mas foi posteriormente abandonado em favor da cidade de Eslésvico. Um museu foi construído no local, contando a história da cidade abandonada.